# Франк Мил
Франк Мил (23. јул 1958 — 5. август 2025) био је немачки фудбалер.

## Биографија
Играо је на позицији нападача. Фудбалску каријеру је почео у Рот-Вајс Есену, а затим је играо за Борусију из Менхенгладбаха, Борусију из Дортмунда, са којом је освојио Куп Немачке 1989. године и Фортуну из Диселдорфа, где је завршио каријеру 1996. године.
Са репрезентацијом Западне Немачке је освојио Светско првенство 1990. године, али није одиграо ниједну утакмицу на турниру у Италији. Био је члан репрезентације на Европском првенству 1988. године. Два пута је играо за Западну Немачку на Олимпијским играма, 1984. и 1988. године. Освојио је бронзу у Сеулу 1988.
Доживео је јак срчани удар крајем маја 2025. године и није успео да се опорави. Преминуо је 5. августа 2025. године.

## Успеси

### Репрезентација

#### Западна Немачка
- Светско првенство: 1990.
- Бронзана медаља на Олимпијским играма у Сеулу 1988.